# World Wide Name
World Wide Name (WWN) или World Wide Identifier (WWID) — уникальный идентификатор, который определяет конкретное целевое устройство (таргет) Fibre Channel, Advanced Technology Attachment (ATA) или Serial Attached SCSI (SAS). Каждый WWN представляет собой 8-байтное число, производное от IEEE OUI и информации, предоставляемой производителем.
Существует два формата WWN, определённых IEEE:
- Оригинальный формат: адреса назначаются производителям комитетом IEEE и встраиваются в устройство на этапе изготовления. Это похоже на MAC-адрес Ethernet. Первые 2 байта шестнадцатеричные 10:00 или 2x: xx (где x зависит от производителя), затем 3 байта — идентификатор производителя и затем 3 байта для серийного номера, определяемого производителем.
- Новая схема адресации: первые 3 байта — идентификатор производителя, в котором первый ниббл — шестнадцатеричное 5 или 6, затем 36 бит — серийный номер, определяемый производителем.

## Частичный перечень WWN-идентификаторов компаний
- 00:50:76 IBM
- 00:17:38 IBM, ранее XIV.
- 00:A0:98 NetApp
- 00:60:69 Brocade Communications Systems
- 00:05:1E Brocade Communications Systems, ранее принадлежало Rhapsody Networks
- 00:60:DF Brocade Communications Systems, ранее CNT Technologies Corporation
- 00:E0:8B QLogic HBAs, оригинальное пространство идентификаторов
- 00:1B:32 QLogic HBAs. новое пространство идентификаторов, используется с 2007
- 00:C0:DD QLogic FC switches
- 00:90:66 QLogic ранее Troika Networks
- 00:11:75 QLogic ранее PathScale, Inc
- 08:00:88 Brocade Communications Systems, ранее McDATA Corporation. WWID начинаются с 1000.080
- 00:60:B0 Hewlett-Packard — серверы Integrity и HP9000. WWID начинаются с 5006.0b0
- 00:11:0A Hewlett-Packard — серверы ProLiant. Ранее Compaq. WWID начинаются с 5001.10a
- 00:01:FE Hewlett-Packard — дисковые массивы EVA. Ранее Digital Equipment Corporation. WWID начинаются с 5000.1fe1
- 00:17:A4 Hewlett-Packard — кассетные библиотеки MSL. Ранее Global Data Services. WWID начинаются с 200x.0017.a4
- 00:60:48 EMC Corporation, для Symmetrix
- 00:60:16 EMC Corporation, для CLARiiON
- 00:10:86 ATTO Technology
- 00:23:29 DDRdrive LLC, for DDRdrive X1
- 00:A0:B8 SymBios Logic Inc.
- 00:0C:50 Seagate Technology
- 00:00:C9 Emulex
- 50:06:0E Hitachi, EMC